# Xavier Cooks
Xavier Cooks, né le 19 août 1995 à Ballarat en Australie, est un joueur australien de basket-ball évoluant au poste d'ailier fort.

## Biographie

### Carrière professionnelle

#### Wizards de Washington (mars-avril 2023)
En mars 2023, il signe à minima jusqu'à la fin de saison avec les Wizards de Washington. Il est coupé en octobre 2023.

## Palmarès et distinctions individuelles

### Université
- Big South Player of the Year (2018)
- 2× First-team All-Big South (2017, 2018)
- Second-team All-Big South (2016)
- Big South All-Freshman Team (2015)

### En professionnel
- 2× champion NBL (2022, 2023)
- NBL Grand Final MVP (2022)
- NBL Most Valuable Player (2023)
- All-NBL First Team (2023)
- All-NBL Second Team (2022)
- NZNBL MVP (2022)
- NZNBL All-Star Five (2022)
- NZNBL Most Outstanding Forward (2022)